# いただき!公募生活
『いただき!公募生活』（いただき こうぼせいかつ）は、1999年4月12日から同年6月28日までテレビ東京系列局で放送されていたテレビ東京製作の情報番組。放送時間は毎週月曜 19:00 - 19:50 (日本標準時）。

## 概要
板東英二ほかレギュラー陣が懸賞に当選するためのノウハウを紹介していた番組で、懸賞に応募して賞金を得ている一般人を取材したりしていた。

## 出演者

### レギュラー
- 板東英二
- 麻木久仁子
- 伊集院光
- 黒田勇樹
- 吉井怜

### ナレーター
- 江森浩子